# 702. pehotna divizija (Wehrmacht)
702. pehotna divizija (izvirno nemško 702. Infanterie-Division; kratica 702ID) je bila pehotna divizija Heera v času druge svetovne vojne.

## Zgodovina
Divizija je bila ustanovljena 16. aprila 1941 kot nepremična divizija 15. vala v 2. vojaškem okrožju. 
Aprila 1945 je začela s preobrazbo v poljsko divizijo, a je bila pred zaključkom procesa zajeta.

## Vojna služba
| Datum       | Delovanje       | Korpus                 | Armada            | Armadna skupina | Področje  |
| maj 1941    | v ustanavljanju |                        | armada Norveška   |                 | Drontheim |
| junija 1941 |                 | Gorski korpus Norveška | armada Norveška   |                 | Drontheim |
| avgust 1941 |                 | Korpus Nord-Norwegen   | armada Norveška   |                 | Drontheim |
| marec 1942  |                 | 71. armadni korpus     | armada Norveška   |                 | Drontheim |
| junij 1942  |                 | 33. armadni korpus     | armada Norveška   |                 | Drontheim |
| januar 1945 |                 | 33. armadni korpus     | 20. gorska armada |                 | Drontheim |

## Organizacija
1941
- 722. pehotni polk
- 742. pehotni polk
- 662. artilerijski bataljon
- 702. divizijske enote

## Pripadniki
Divizijski poveljniki
| 1. | Generalporočnik Herbert Lemke |  | (17. april 1941 – 4. september 1941)    |
| 2. | Generalporočnik Kurt Schmidt  |  | (4. september 1941 – 1. september 1943) |
| 3. | Generalporočnik Karl Edelmann |  | (1. september 1943 – 11. februar 1945)  |
| 4. | Generalporočnik Ernst Klepp   |  | (1. februar 1945 – maj 1945)            |